# Norberto Bercique Gomes Betuncal
Norberto Bercique Gomes Betuncal (Lisboa, 31 de janeiro de 1998), mais conhecido como Beto, é um futebolista português naturalizado guineense que atua como centroavante. Atualmente joga pelo Everton.

## Carreira

### URD Tires e Montijo
Nascido em Lisboa, Beto começou a jogar bola na base do URD Tires. Em entrevista, disse que também trabalhava no KFC. Em 2018, foi contratado ao Olímpico do Montijo, da terceira divisão portuguesa. Se destacou pelo clube, fazendo 21 gols.

### Portimonense
Em 3 de junho de 2019, Beto assinou um contrato profissional com o Portimonense, válido por 4 anos. Estreou pelo clube em 10 de agosto, no empate sem gols contra o Belenenses SAD. Ele substituiu Iury Castilho aos 87 minutos.
Marcou seu primeiro gol pela equipe na derrota de 3-1 contra o Porto em 8 de novembro de 2020.
Em 25 de agosto de 2021, após 2 temporadas no clube, Beto se manifestou publicamente pedindo para sair do clube, fazendo com que o Portimonense recusasse de transferi-lo para outra equipe. Beto diz-se "psicologicamente destruído com as promessas incumpridas".

### Udinese
Em 31 de agosto, após as manifestações, Beto foi contratado por empréstimo à Udinese, da Serie A TIM. Em 7 de novembro, o jogador acaba com uma má fase da Udinese de oito jogos sem vencer, marcando um gol aos 51 minutos, decidindo a vitória contra o Sassuolo.
Em 3 de abril de 2022, após um tempo sem marcar, Beto faz um hat-trick contra o Cagliari, deixando 5-1 o placar.

### Everton
Em 29 de agosto de 2023, Beto é contratado ao clube inglês Everton por uma quantia que pode chegar a £30 milhões. Ele assinou um contrato por 4 anos no clube. Beto disse que escolheu o Everton por causa que seu ídolo Samuel Eto'o, jogou nele de 2014 a 2015. Em sua estreia, marcada dia 30 de agosto, fez um gol contra o Doncaster Rovers pela Copa da Liga Inglesa.
Marcou seu primeiro gol na Premier League em 7 de dezembro, na vitória de 3-0 sobre o Newcastle United.

## Carreira internacional
Em outubro de 2022, Beto foi nomeado para uma seleção preliminar de 55 jogadores de Portugal para a Copa do Mundo FIFA de 2022 no Catar. Dois anos depois, ele aceitou uma oferta do técnico de Guiné-Bissau, Luís Boa Morte, para representar sua seleção nacional. Ele disputou sua primeira partida em 11 de outubro, em uma derrota por 1-0 para o Mali nas eliminatórias para o Campeonato Africano das Nações de 2025. Ele marcou seu primeiro gol em 19 de novembro, empatando uma eventual derrota em casa por 2-1 contra Moçambique no mesmo estágio.